# 백양대로

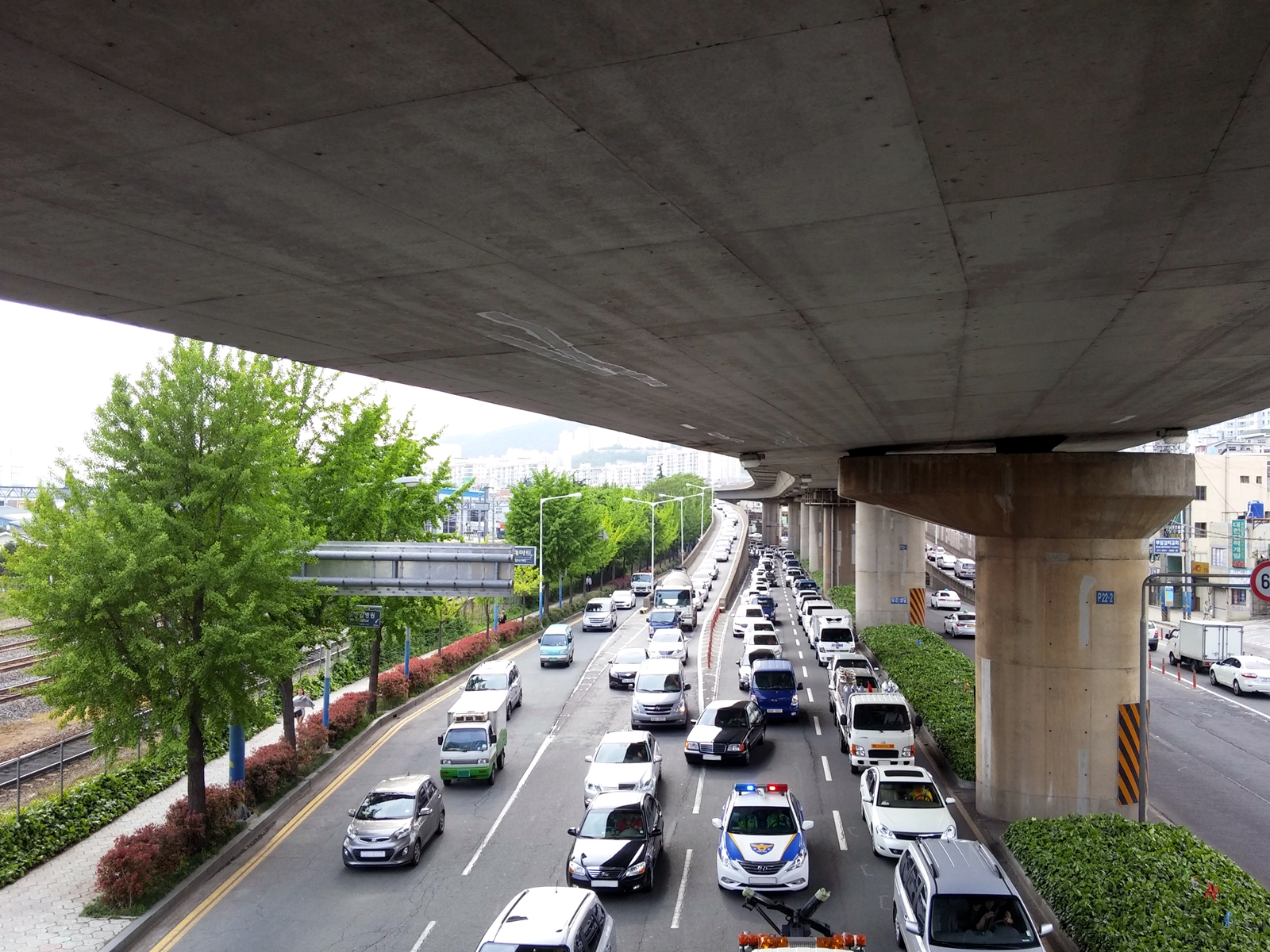
진양사거리 부근

백양대로(Baegyang-daero Road, 白楊大路, 부산광역시도 제35호선의 일부)는 부산광역시 부산진구 부암동 진양사거리와 북구 덕천동 덕천 교차로를 잇는 부산광역시의 도로이다. 전 구간 부산광역시도 제35호선으로 지정되어 있다. 시점인 진양사거리부터 주례 나들목까지 구간은 상부로 동서고가도로가 통과하며 신라대학교를 통과하기 때문에 이 학교 학생들의 통학에 중요한 역할을 하고 있다.
이전 도로명은 백양로였으나 2010년 도로명 주소 시행으로 인한 도로명 개편으로 백양대로로 변경되었다.

## 역사
- 2009년 7월 8일 : 2개 이상 구·군에 걸쳐 있는 도로로 백양대로를 고시[1]

## 주요 경유지
부산광역시
- 부산진구 - 사상구 - 북구

## 노선
| 이름                     | 접속 노선                                                                                                | 소재지     | 소재지   | 비고                                           |
| ------------------------ | --- | ---------- | -------- | ---------------------------------------------- |
| 진양사거리               | 부산광역시도 제32호선 (신천대로) 시민공원로                                                              | 부산광역시 | 부산진구 | 상부로 동서고가로 통과                         |
| 진양 나들목              | 부산광역시도 제22호선 (동서고가로)                                                                       | 부산광역시 | 부산진구 | 진양 방면 진출 불가 덕천 방면 진입 불가        |
| 당감입구 교차로 (가야역) | 당감로                                                                                                   | 부산광역시 | 부산진구 | 상부로 동서고가로 통과                         |
| 개금주공아파트사거리     | 부산광역시도 제33호선 (백양관문로)                                                                       | 부산광역시 | 부산진구 | 상부로 동서고가로 통과                         |
| (이름 없음)              | 개금온정로                                                                                               | 부산광역시 | 부산진구 | 상부로 동서고가로 통과 진양 방면만 진출입 가능 |
| 개금초등교 교차로        | 개금본동로 가야대로443번길                                                                               | 부산광역시 | 부산진구 | 상부로 동서고가로 통과                         |
| 주례 나들목              | 부산광역시도 제22호선 (동서고가로)                                                                       | 부산광역시 | 사상구   | 진양 방면 진입 불가 덕천 방면 진출 불가        |
| 주례동 교차로            | 가야대로277번길                                                                                          | 부산광역시 | 사상구   |                                                |
| 동일2차아파트 교차로     | 양지로                                                                                                   | 부산광역시 | 사상구   |                                                |
| (이름 없음)              | 부산광역시도 제51호선 (학감대로)                                                                         | 부산광역시 | 사상구   | 미개통                                         |
| 괘내교                   | | 부산광역시 | 사상구   |                                                |
| (능인사입구)             | 운산로                                                                                                   | 부산광역시 | 사상구   |                                                |
| (신라대학교 입구)        | 백양대로700번길                                                                                          | 부산광역시 | 사상구   |                                                |
| (이름 없음)              | 부산광역시도 제4104호선 (삼덕로)                                                                         | 부산광역시 | 사상구   |                                                |
| (자유아파트)             | 모덕로                                                                                                   | 부산광역시 | 사상구   |                                                |
| (동원아파트)             | 덕상로                                                                                                   | 부산광역시 | 사상구   |                                                |
| 신모라 교차로            | 모라로                                                                                                   | 부산광역시 | 사상구   |                                                |
| 구남역                   | 구남로                                                                                                   | 부산광역시 | 북구     |                                                |
| 구포대교사거리           | 낙동북로                                                                                                 | 부산광역시 | 북구     |                                                |
| 구명역                   | 백양대로1102번길 백양대로1103번길                                                                        | 부산광역시 | 북구     |                                                |
| 구포초등학교앞 교차로    | 낙동대로1762번길 백양대로1124번길                                                                        | 부산광역시 | 북구     |                                                |
| (이름 없음)              | 시랑로                                                                                                   | 부산광역시 | 북구     |                                                |
| (구포시장삼거리)         | 부산광역시도 제3502호선 (덕천로)                                                                         | 부산광역시 | 북구     |                                                |
| 덕천 교차로 (덕천역)     | 국도 제14호선 부산광역시도 제40호선 (낙동대로) (만덕대로) 국도 제35호선 부산광역시도 제41호선 (금곡대로) | 부산광역시 | 북구     | 종점                                           |

## 주요 건물 및 시설
- 당감1치안센터 (부산광역시 부산진구 백양대로 50)
- 가야역 (부산광역시 부산진구 백양대로 91)
- 당감3동우체국 (부산광역시 부산진구 백양대로 156)
- 한국토지주택공사 부산지역본부 (부산광역시 부산진구 백양대로 227)
- 주양초등학교 (부산광역시 사상구 백양대로 372-6)
- 부산보훈병원 (부산광역시 사상구 백양대로 420)
- 사상구사회종합복지관 (부산광역시 사상구 백양대로 527)
- 주감중학교 (부산광역시 사상구 백양대로 530)
- 부산북부고용노동지청 (부산광역시 사상구 백양대로 804)
- 모라중학교 (부산광역시 사상구 백양대로 936)
- 모라1동주민센터 (부산광역시 사상구 백양대로 952)
- 구남역 (부산광역시 북구 백양대로 지하1026)
- 구명역 (부산광역시 북구 백양대로 지하1094)